# You Want This
"You Want This" là một bài hát của ca sĩ người Mỹ Janet Jackson nằm trong album phòng thu thứ năm của cô, janet. (1993). Nó được sáng tác và sản xuất bởi Jackson cùng bộ đôi Jimmy Jam & Terry Lewis, và phát hành như là đĩa đơn thứ 7 (thứ 6 và cũng là cuối cùng ở Mỹ) vào ngày 11 tháng 10 năm 1994. Một phiên bản khác, sử dụng cho video âm nhạc, có sự tham gia góp giọng rap của MC Lyte. Bài hát đã được liệt kê vào danh sách 7500 Bài hát quan trọng nhất của kỷ nguyên Rock & Roll của Rock Song Index bởi Bruce Pollock.
Đĩa đơn đạt vị trí thứ 8 trên Billboard Hot 100 và lọt vào top 20 ở Úc, New Zealand và Vương quốc Anh. Cô cũng biểu diễn "You Want This" trong 4 chuyến lưu diễn trong sự nghiệp của mình.

## Danh sách các phiên bản chính thức
- Bản album – 5:05
- Bản LP – 4:15
- Remix hợp tác với MC Lyte – 4:46
- Mafia & Fluxy Dancehall Remix – 4:31
- Mafia & Fluxy Club Mix – 6:28
- Disco Theory (không có Rap) – 6:14
- Disco Theory – 6:14
- E-Smoove's Anthem 7" – 4:24
- E-Smoove's House Anthem – 9:43
- E Smoove's Anthem Dub – 6:32
- E-Smoove's Underdub – 7:21
- Smoove Soul 7" – 4:16
- Smoove Soul 12" – 6:20
- Funk Extravaganza – 7:42
- Spoiled Milk. Remix – 4:44

## Danh sách bài hát
| Đĩa 12" quảng cáo tại Mỹ (SPRO-12696) 1. Disco Theory (không Rap) – 6:16 2. E-Smoove's Underdub – 7:21 3. E-Smoove's House Anthem – 9:48 4. E-Smoove's House Dub – 6:32 Đĩa 12" tại Mỹ (Y-38455) 1. Mafia & Fluxy Club Mix – 6:28 2. Mafia & Fluxy Dancehall Mix – 4:31 3. Spoiled Milk. Remix – 4:44 4. Remix – 4:46 5. "New Agenda" – 4:00 6. "70's Love Groove" – 5:45 Đĩa CD quảng cáo tại Mỹ (DPRO-12696) 1. E-Smoove's Anthem 7" – 4:24 2. Smoove Soul 7" – 4:16 3. E-Smoove's Anthem Dub – 6:32 4. Disco Theory – 6:16 Đĩa CD quảng cáo tại Mỹ (DPRO-14212) Đĩa CD tại Mỹ (V25H-38455) 1. Remix – 4:46 2. LP – 4:15 3. Mafia & Fluxy Dancehall Mix – 4:31 4. Spoiled Milk. Remix – 4:44 5. "New Agenda" – 4:00 6. "70's Love Groove" – 5:45 Đĩa đơn cassette tại Mỹ (4Y-38466) 1. E-Smoove's House Anthem – 9:48 2. Disco Theory (không Rap) – 6:16 3. "70's Love Groove" – 5:45 4. E-Smoove's Underdub – 7:21 5. E-Smoove's Anthem Dub – 6:32 6. Smoove Soul 12" – 6:20 | Đĩa 12" quảng cáo tại Vương quốc Anh (VSTXDJ 1519) 1. E-Smoove's House Anthem – 9:48 2. E-Smoove's Anthem Dub – 6:32 3. E-Smoove's Underdub – 7:21 4. Funk Extravaganza – 7:42 5. Smoove Soul 12" – 6:20 Đĩa 12" tại Vương quốc Anh (VST 1519) 1. E-Smoove's House Anthem – 9:48 2. E-Smoove's Anthem Dub – 6:32 3. E-Smoove's Underdub – 7:21 4. Disco Theory – 6:16 5. Smoove Soul 7" – 4:16 Đĩa CD tại Vương quốc Anh #1 (VSCDT 1519) Đĩa CD tại Úc (8926692) 1. Remix – 4:46 2. Smoove Soul 7" – 4:16 3. Mafia & Fluxy Dancehall Mix – 4:31 4. Spoiled Milk. Remix – 4:44 5. Disco Theory – 6:16 6. Funk Extravaganza – 7:42 7. Smoove Soul 12" – 6:20 Đĩa CD tại Vương quốc Anh #2 (VSCDG/T1519) 1. LP – 4:15 2. Mafia & Fluxy Club Mix – 6:29 3. "70's Love Groove" – 5:45 4. "And on and On" – 4:49 Đĩa CD 3" tại Nhật (VJDP10235) 1. Remix – 4:46 2. "New Agenda" – 4:00 |

## Xếp hạng
| Bảng xếp hạng (1994-95)                | Vị trí cao nhất |
| -------------------------------------- | --------------- |
| Australian Singles Chart               | 16              |
| Canadian Singles Chart                 | 15              |
| Dutch Single Top 100                   | 37              |
| German Singles Chart                   | 90              |
| New Zealand Singles Chart              | 11              |
| UK Singles Chart                       | 14              |
| U.S. Billboard Hot 100 1               | 8               |
| U.S. Billboard Hot R&B/Hip-Hop Songs 1 | 9               |
| U.S. Billboard Hot Dance Club Play     | 9               |

| Bảng xếp hạng (1995)   | Vị trí |
| ---------------------- | ------ |
| U.S. Billboard Hot 100 | 64     |

| Nước | Đơn vị | Chứng nhận | Doanh số |
| ---- | ------ | ---------- | -------- |
| Mỹ   | RIAA   | Vàng       | 500,000  |

| Bảng xếp hạng (1995)                   | Vị trí cao nhất |
| -------------------------------------- | --------------- |
| U.S. Billboard Hot R&B/Hip-Hop Airplay | 45              |

- 1 "You Want This"/"70's Love Groove"